# Toxostoma bendirei
A Toxostoma bendirei a madarak osztályának a verébalakúak (Passeriformes) rendjéhez és a gezerigófélék (Mimidae) családjához tartozó faj.

## Rendszerezése
A fajt Elliott Coues amerikai ornitológus írta le 1873-ban, a Harporhynchus nembe Harporhynchus Bendirei néven. Tudományos faji nevét Charles Bendire amerikai katona és ornitológus tiszteletére kapta.

## Előfordulása
Az Amerikai Egyesült Államok délnyugati és Mexikó északnyugati részén honos. Természetes élőhelyei a sivatagok, szubtrópusi vagy trópusi cserjések és füves puszták. Vonuló faj.

## Megjelenése
Testhossza 25 centiméter.

## Életmódja
Mindenevő, rovarokkal és más ízeltlábúakkal, valamint magvaknak és bogyóknak táplálkozik.

## Természetvédelmi helyzete
Az elterjedési területe nagyon nagy, egyedszáma viszont csökken. A Természetvédelmi Világszövetség Vörös listáján sebezhető fajként szerepel.